# 발견적 평가방법
발견적 평가방법(Heuristic Evaluation)은 제이콥 닐슨이 주창한 사용성 공학의 방법론 중 하나이다. 계속적인 디자인 개발과정(Iterative design process)을 거치는 컴퓨터 프로그램이나 웹 사이트 등 복잡한 시스템을 위한 사용자 인터페이스 디자인 개발에서 사용성 문제를 조기에 발견해 내기 위한 방법이다. 이 방법을 적용하기 위해서는 사용성 원리를 잘 알고 있는 소규모의 전문적 평가자들이 인터페이스 디자인을 평가하게 된다. 이때 어느 한사람만으로는 디자인하고 있는 인터페이스의 문제점을 모두 발견해내는 것은 일반적으로 무리한 일이다. 그러나 여러 사람의 힘이 합쳐진다면 충분히 좋은 효과를 볼 수 있으며 이러한 소규모의 전문 평가자들의 노력에 의해 이 방법의 효율성이 발휘되는 것이 가능하다.

## 제이콥 닐슨의 발견적 평가방법의 10가지 원리
1. 시스템 상태의 가시성 유지할 것
2. 실제 세상과 시스템의 일치
3. 사용자에게 부여하는 조종의 자유를 줄 것
4. 일관성과 표준 지킬 것
5. 실수를 방지할 것
6. 기억보다는 인식하게 할 것
7. 유연성을 가지고 사용의 효율성을 가질 것
8. 심미적이고 최소의 디자인을 할 것
9. 실수로부터 회복이 가능할 것
10. 도움을 줄 수 있는 문서를 제공할 것

## 같이 보기
- 단계적 공개
- 인지 편향